# Męskie Granie 2021
Męskie Granie 2021 – 12. edycja polskiego festiwalu muzycznego Męskie Granie, organizowanego przez agencję eventową Live i sponsorowanego przez firmę Żywiec. Złożyło się na nią 8 koncertów w 4 miastach Polski, odbytych w sierpniu 2021. Hymn edycji, „I Ciebie też, bardzo”, został nagrany przez supergrupę Męskie Granie Orkiestra 2021, w której skład weszli Daria Zawiałow, Dawid Podsiadło i Vito Bambino. 3 grudnia 2021 odbyła się premiera dokumentującego trasę albumu koncertowego Męskie Granie 2021.

## Organizacja
16 czerwca 2021 organizatorzy festiwalu ogłosili, że w tym roku Męskie Granie powróci do formuły trasy koncertowej po przerwie w 2020 spowodowanej pandemią COVID-19 w Polsce (edycja w 2020 objęła tylko jeden koncert bez udziału publiczności). Festiwal został zapowiedziany na wszystkie piątki i soboty sierpnia. Głównym wykonawcą piątkowych koncertów została ogłoszona Męskie Granie Orkiestra 2020, w skład której wchodzili Daria Zawiałow, Król i Igo, zaś Męskie Granie Orkiestra 2021 miała występować w soboty. Zgodnie z tradycją festiwalu, na ostatni koncert w Żywcu zaplanowana została transmisja na żywo w Internecie.
30 czerwca 2021 został ogłoszony skład Męskie Granie Orkiestry 2021, którą utworzyli Daria Zawiałow, Dawid Podsiadło i Vito Bambino. Równocześnie odbyła się premiera singla z nagranym przez nich hymnem trasy, „I Ciebie też, bardzo”, oraz towarzyszącego mu teledysku. Utwór dotarł do pierwszego miejsca cotygodniowej listy AirPlay – Top najczęściej odtwarzanych piosenek w polskich radiostacjach i trzeciego cotygodniowego zestawienia najczęściej słuchanych piosenek przez polskich użytkowników serwisu Spotify. Został certyfikowany przez Związek Producentów Audio-Video diamentową płytą. W plebiscycie Fryderyki 2022 został nagrodzony Fryderykiem w kategorii utwór roku, ponadto był nominowany w kategorii teledysk roku.
2 sierpnia 2021 organizatorzy Męskiego Grania ogłosili współpracę z Radiem 357. W jej ramach w każdym z czterech miast na terenie festiwalu zostały zorganizowane występy debiutujących wykonawców na dodatkowej, mniejszej Scenie 357.

## Męskie Granie Orkiestra 2021
Skład główny:
- Daria Zawiałow
- Dawid Podsiadło
- Vito Bambino

Muzycy akompaniujący:
- Marcin Macuk
- Łukasz Moskal
- Olek Świerkot
- Agim „A_GIM” Dżeljilji
- Piotr „Rubens” Rubik

## Lista koncertów
Występy są zapisane w kolejności odwrotnej do chronologicznej.
| Daty                | Miejscowość | Obiekt                         | Wykonawcy (piątek)                                                                   | Wykonawcy (sobota)                                                                                    | Wykonawcy na Scenie 357                  |
| ------------------- | ----------- | ------------------------------ | ------------------------------------------------------------------------------------ | --- | ---------------------------------------- |
| 6–7 sierpnia 2021   | Kraków      | Muzeum Lotnictwa Polskiego     | Męskie Granie Orkiestra 2020 Dawid Podsiadło Król Jarecki Bluszcz                    | Męskie Granie Orkiestra 2021 Ørganek Daria Zawiałow Baasch WaluśKraksaKryzys                          | Hamulec Duxius Jakub Skorupa             |
| 13–14 sierpnia 2021 | Warszawa    | Tor wyścigów konnych Służewiec | Męskie Granie Orkiestra 2020 Artur Rojek Król Kasia Lins Niemoc                      | Męskie Granie Orkiestra 2021 Brodka Ralph Kaminski Zdechły Osa Shyness!                               | Kamil Hussein Unfortunate Sons Nastroje  |
| 20–21 sierpnia 2021 | Poznań      | Park Cytadela                  | Męskie Granie Orkiestra 2020 Krzysztof Zalewski Nosowska Vito Bambino Kaśka Sochacka | Męskie Granie Orkiestra 2021 Ørganek Król Muchy Baasch                                                | Syndrom Paryski Youth Novels Marta Bijan |
| 27–28 sierpnia 2021 | Żywiec      | Amfiteatr pod Grojcem          | Męskie Granie Orkiestra 2020 Dawid Podsiadło Kwiat Jabłoni WaluśKraksaKryzys Bluszcz | Męskie Granie Orkiestra 2021 Krzysztof Zalewski Ralph Kaminski Miuosh Natalia Przybysz Kaśka Sochacka | Wodorost Blurred Pink Kyoku              |

## Album
Album koncertowy Męskie Granie 2021 został wydany 3 grudnia 2021 nakładem wytwórni Mystic Production, w dystrybucji Sony Music Entertainment Poland. Równocześnie ukazały się wydania z dwoma płytami CD i dwoma winylami (wydanie winylowe zawierało tylko zawartość pierwszej płyty CD), ponadto album pojawił się w sprzedaży cyfrowej i serwisach strumieniowych. Na pierwszej płycie znalazły się nagrania Męskie Granie Orkiestry 2021, zaś na drugiej innych wykonawców występujących podczas festiwalu.
Album dotarł do pierwszego miejsca ogólnopolskiej listy sprzedaży OLiS. 22 grudnia 2021 Związek Producentów Audio-Video przyznał mu certyfikat złotej płyty za przekroczenie progu 15 tysięcy sprzedanych egzemplarzy, 12 stycznia 2022 platynowej za 30 tysięcy, zaś 8 marca 2023 podwójnie platynowej za 60 tysięcy.
Album był promowany dwoma singlami w wykonaniu Męskie Granie Orkiestry 2021, wydanych w formatach cyfrowych (digital download i streaming): „Nikt tak pięknie nie mówił, że się boi miłości” (wydany 24 listopada 2021) i „Małgośka” (wydany 30 grudnia 2021).

### Lista utworów
Lista utworów na wydaniu winylowym obejmuje tylko utwory z pierwszej płyty.
| Płyta pierwsza (wykonanie: Męskie Granie Orkiestra 2021) | Płyta pierwsza (wykonanie: Męskie Granie Orkiestra 2021) | Płyta pierwsza (wykonanie: Męskie Granie Orkiestra 2021)                           | Płyta pierwsza (wykonanie: Męskie Granie Orkiestra 2021)                           | Płyta pierwsza (wykonanie: Męskie Granie Orkiestra 2021) | Płyta pierwsza (wykonanie: Męskie Granie Orkiestra 2021) |
| Nr                                                       | Tytuł utworu                                             | Muzyka                                                                             | Tekst                                                                              | Oryginalny wykonawca                                     | Długość                                                  |
| -------------------------------------------------------- | -------------------------------------------------------- | ---------------------------------------------------------------------------------- | ---------------------------------------------------------------------------------- | -------------------------------------------------------- | -------------------------------------------------------- |
| 1.                                                       | „Ten wasz świat”                                         | Wojciech Pogorzelski                                                               | Krzysztof Jaryczewski                                                              | Oddział Zamknięty                                        | 3:03                                                     |
| 2.                                                       | „Małgośka”                                               | Katarzyna Gärtner                                                                  | Agnieszka Osiecka                                                                  | Maryla Rodowicz                                          | 4:37                                                     |
| 3.                                                       | „Warszawa”                                               | Jan Benedek                                                                        | Muniek Staszczyk                                                                   | T.Love                                                   | 5:19                                                     |
| 4.                                                       | „Mieć czy być”                                           | Artur Rojek, Jacek Kuderski, Przemysław Myszor, Wojciech Kuderski, Wojciech Powaga | Artur Rojek, Jacek Kuderski, Przemysław Myszor, Wojciech Kuderski, Wojciech Powaga | Myslovitz                                                | 5:32                                                     |
| 5.                                                       | „Śpij kochanie, śpij”                                    | Goran Bregović                                                                     | Kayah                                                                              | Kayah i Goran Bregović                                   | 5:42                                                     |
| 6.                                                       | „Psalm stojących w kolejce”                              | Wojciech Trzciński                                                                 | Ernest Bryll                                                                       | Krystyna Prońko                                          | 6:03                                                     |
| 7.                                                       | „Kryzysowa narzeczona”                                   | Jan Borysewicz                                                                     | Andrzej Mogielnicki                                                                | Lady Pank                                                | 4:59                                                     |
| 8.                                                       | „Oczy kamienic”                                          | Łukasz Lach                                                                        | Konrad Dworakowski                                                                 | L.Stadt                                                  | 4:51                                                     |
| 9.                                                       | „Spokój”                                                 | Konstanty Usenko                                                                   | Konstanty Usenko, Ewa Malinowska                                                   | Super Girl & Romantic Boys                               | 4:46                                                     |
| 10.                                                      | „Nikt tak pięknie nie mówił, że się boi miłości”         | Krzysztof Grabowski                                                                | Krzysztof Grabowski                                                                | Pidżama Porno                                            | 5:50                                                     |
| 11.                                                      | „Załoga G”                                               | Piotr Motkowicz                                                                    | Maciej Kurowicki                                                                   | Hurt                                                     | 4:12                                                     |
| 12.                                                      | „Siłacz”                                                 | Marcin Rozynek                                                                     | Marcin Rozynek                                                                     | Marcin Rozynek                                           | 4:47                                                     |
| 13.                                                      | „I Ciebie też, bardzo”                                   | Bartosz Dziedzic, Aleksander Krzyżanowski                                          | Daria Zawiałow, Dawid Podsiadło, Vito Bambino                                      | Męskie Granie Orkiestra 2021                             | 6:08                                                     |
|                                                          |                                                          |                                                                                    |                                                                                    |                                                          | 1:05:49                                                  |

Uwagi
- „Śpij kochanie, śpij” zawiera dodatkowy, premierowy rapowany tekst w wykonaniu Vito Bambino.
- „Psalm stojących w kolejce” zawiera elementy utworu „Tamagotchi” zespołu Taconafide.

| Płyta druga | Płyta druga            | Płyta druga                   | Płyta druga                                                                                                   | Płyta druga                                   | Płyta druga |
| Nr          | Tytuł utworu           | Wykonawcy                     | Muzyka | Tekst                                         | Długość     |
| ----------- | ---------------------- | ----------------------------- | --- | --------------------------------------------- | ----------- |
| 1.          | „Ciepły wiatr”         | Natalia Przybysz i Skubas     | Natalia Przybysz, Kuba Staruszkiewicz, Patryk Stawiński, Mateusz Waśkiewicz, Jerzy Zagórski                   | Natalia Przybysz                              | 6:41        |
| 2.          | „Pogo”                 | Ørganek                       | Tomasz Lewandowski, Robert Markiewicz, Tomasz Organek, Adam Staszewski                                        | Tomasz Organek                                | 2:56        |
| 3.          | „Najnowszy klip”       | Dawid Podsiadło               | Bartosz Dziedzic, Dawid Podsiadło                                                                             | Bartosz Dziedzic, Dawid Podsiadło             | 4:40        |
| 4.          | „Wilk”                 | Krzysztof Zalewski            | Andrzej Smolik, Krzysztof Zalewski                                                                            | Krzysztof Zalewski                            | 4:24        |
| 5.          | „NaNoże”               | WaluśKraksaKryzys             | WaluśKraksaKryzys                                                                                             | WaluśKraksaKryzys                             | 3:13        |
| 6.          | „2009”                 | Ralph Kaminski                | Ralph Kaminski                                                                                                | Ralph Kaminski                                | 4:40        |
| 7.          | „Dżentelmenel”         | Vito Bambino                  | Vito Bambino, Piotr Sibiński, Amar Ziembiński                                                                 | Vito Bambino, Piotr Sibiński, Amar Ziembiński | 3:46        |
| 8.          | „Dosyć”                | Nosowska                      | Fox | Katarzyna Nosowska                            | 4:46        |
| 9.          | „Kundel”               | Artur Rojek                   | Bartosz Dziedzic, Artur Rojek                                                                                 | Artur Rojek, Radosław Łukasiewicz             | 3:38        |
| 10.         | „Wojny i noce”         | Daria Zawiałow                | Daria Zawiałow, Michał Kusz                                                                                   | Daria Zawiałow                                | 4:54        |
| 11.         | „Analog”               | Miuosh                        | Miuosh, Fox, Maciej Sawoch                                                                                    | Miuosh                                        | 4:26        |
| 12.         | „Zbyt dobrze Ci idzie” | Król i Grzegorz Skawiński     | Król | Król, Iwona Król                              | 3:12        |
| 13.         | „Horses”               | Brodka i Kasia Lins           | Brodka | Brodka, Zbyszek Bzymek                        | 6:08        |
| 14.         | „Boję się o Ciebie”    | Kaśka Sochacka i Vito Bambino | Vito Bambino, Kaśka Sochacka, Olek Świerkot                                                                   | Vito Bambino, Kaśka Sochacka                  | 2:42        |
| 15.         | „Dwa tygodnie”         | Niemoc                        | Filip Awłas, Michał Drozda, Radosław Reguła, Michał Wiraszko                                                  | Michał Wiraszko                               | 4:06        |
| 16.         | „Szaroróżowe”          | Muchy                         | Stefan Czerwiński, Paweł Krawczyk, Piotr Maciejewski, Michał Szturmowski, Szymon Waliszewski, Michał Wiraszko | Michał Wiraszko                               | 4:54        |
|             |                        |                               | |                                               | 1:09:06     |

## Nagrody i nominacje
| Plebiscyt                  | Data                  | Kategoria                                           | Nominacja                    | Rezultat  | Źr.    |
| -------------------------- | --------------------- | --------------------------------------------------- | ---------------------------- | --------- | ------ |
| PL Music Video Awards 2021 | 12 grudnia 2021(dts)  | Pop                                                 | „I Ciebie też, bardzo”       | Nominacja | [ 19 ] |
| Bestsellery Empiku 2021    | 15 lutego 2022(dts)   | Muzyka: pop & rock                                  | Męskie Granie 2021           | Nominacja | [ 20 ] |
| Bestsellery Empiku 2021    | 15 lutego 2022(dts)   | Muzyka: streaming                                   | „I Ciebie też, bardzo”       | Wygrana   | [ 20 ] |
| Fryderyki 2022             | 29 kwietnia 2022(dts) | Utwór roku                                          | „I Ciebie też, bardzo”       | Wygrana   | [ 21 ] |
| Fryderyki 2022             | 29 kwietnia 2022(dts) | Teledysk roku                                       | „I Ciebie też, bardzo”       | Nominacja | [ 21 ] |
| Fryderyki 2023             | 22 kwietnia 2023(dts) | Zespół / projekt artystyczny roku                   | Męskie Granie Orkiestra 2021 | Nominacja | [ 22 ] |
| Fryderyki 2024             | 22 marca 2024(dts)    | Fryderykowy przebój 30-lecia (nagroda publiczności) | „I Ciebie też, bardzo”       | Nominacja | [ 23 ] |